# Ortocúpula-rotonde pentagonal
Em geometria, a ortocúpula-rotonde pentagonal é um dos sólidos de Johnson (J32). Como seu nome sugere, pode ser construída juntando-se uma cúpula pentagonal (J5) e uma rotunda pentagonal (J6) ao longo de suas bases decagonais juntando-se as faces pentagonais. Uma rotação de 36 graus de uma das metades antes da junção resulta em uma girocúpula-rotonde pentagonal (J33).